# Zastava Demokratske Republike Konga
Zastava Demokratske Republike Kongo usvojena je 20. veljače 2006.
Plava je boja simbol mira, crvena krvi prolivenoj u borbi za neovisnost, žuta bogatstva, a zvijezda sjajne budućnosti.

## Prijašnje zastave
- Zastava Slobodne Države Kongo (1877. – 1908.) i Belgijskog Konga (1908. – 1960.)
- 1960. – 1963. zastava neovisnosti
- 1966. – 1971.
- Zastava Zaira (1971. – 1997.)
- 1997. – 2006.